# Lac du Val Mort
Le lac du Val Mort est un lac de l'île principale des îles Kerguelen dans les Terres australes et antarctiques françaises. Il est d'origine glaciaire et atteint 3,8 km2 de superficie.

## Géographie

### Situation
Le lac du Val Mort appartient aux îles Kerguelen, archipel de l'océan Indien austral dépendant administrativement des Terres australes et antarctiques françaises. Il se localise sur la côte ouest de l'île principale : la Grande Terre, à 4 km environ à l'ouest de la calotte glaciaire Cook. Il occupe une cuvette sur la péninsule du mont de l'Alidade encadré au sud par la baie du Tonnerre ainsi que l'anse aux Glaçons et au nord par l'anse de Quiberon,.  

### Hydrographie
Le lac mesure 3,4 km de longueur et 2 km de largeur maximale pour une superficie d'environ 3,8 km2.  Il s'établit à environ 10 m d'altitude. Il est ainsi le 13e lac en superficie de l'archipel et le premier de la côte ouest de la Grande-Terre.
L'alimentation du lac se fait d'une part au nord-ouest par deux torrents parallèles issus de deux langues glaciaires de la calotte Cook : les glaciers Cauchy et Mariotte. Dans les années 1960, chacun de ces deux glaciers utilise encore son propre torrent de fonte, toutefois actuellement avec le recul de ces glaciers, un lac de fonte commun est apparu sur leur front. Ce dernier s'écoule dans l'ancien torrent du glacier Cauchy qui collecte donc désormais les eaux de fonte des deux glaciers. L'ancien torrent de fonte du glacier Mariotte est donc maintenant privé de son alimentation glaciaire. D'autre part l'alimentation du lac du Val-Mort se fait aussi au nord par la rivière des Six Lacs qui draine toute la bordure nord-ouest de la calotte glaciaire Cook. Le bassin hydrographique du lac qui correspond pratiquement à celui de la rivière des Six-Lacs atteint environ 63 km2 (non comprises les zones englacées). Il s'agit du plus important bassin versant de la côte occidentale de la Grande-Terre,,.
Le trop-plein du lac se déverse quant à lui au sud-est dans l'anse des Glaçons par la gorge du Pas du Voleur après un parcours de 700 m. La vallée glaciaire au sud-ouest n'est elle parcourue que par un modeste cours d'eau qui draine la moraine de barrage du lac et semble faire office de déversoir secondaire en cas de montée du niveau du lac,,.

### Géologie
Le lac s'est formé en amont d'une ancienne moraine frontale quaternaire d'un glacier issu de la calotte Cook. Cette moraine forme un barrage naturel au travers d'une vallée glaciaire en auge typique : le Val-Mort dont le fond est large de 1 à 2 km. Le torrent du glacier Cauchy a formé aux dépens du lac un cône de déjection. Le déversoir du Pas du Voleur de même que le cours inférieur de la rivière des Six-Lacs depuis le lac de la Brèche suivent une faille géologique. Les formations glaciaires quaternaires sont encadrées et se superposent aux basaltes en plateau d'âge oligocène,,.

## Toponymie
Son nom de Val-Mort lui est donné en 1966 – confirmé en 1967 par la commission de toponymie des îles Kerguelen – par le géographe Henri de Corbiac en raison de sa localisation dans une vallée du même nom. Cette vallée doit ce nom au fait que malgré sa largeur, elle n'est parcourue que par un modeste cours d'eau, délaissée à la fois par le glacier lors de son recul et par l'émissaire du lac dévié au sud dans le Pas du Voleur.